# Медаль «За бойові заслуги» (Вірменія)
Медаль «За бойові заслуги» (вірм. Մարտական ծառայության մեդալ) — державна нагорода Республіки Вірменії. Заснована 26 липня 1993 року.

## Підстави нагородження
Нагородження медаллю «За бойові заслуги» проводиться за вмілі, ініціативні, рішучі дії, що сприяють виконанню бойових завдань, заслуги у бойовій підготовці військ, захисту кордонів країни.

## Процедура нагородження
Медаллю «За бойові заслуги» нагороджує Президент Вірменії, видаючи про це укази.
Медаллю «За бойові заслуги» нагороджуються громадяни Республіки Вірменії, іноземні громадяни та особи без громадянства.
Президент, Віце-президент Вірменії, депутати Верховної Ради та місцевих Рад Республіки Вірменії не можуть нагороджуватися державними нагородами Республіки Вірменія, в тому числі й медаллю «За бойові заслуги».
Повторне нагородження медаллю «За бойові заслуги» не проводиться.
Нагородження медаллю «За бойові заслуги» може проводитися також посмертно. В цьому випадку медаль разом з посвідченням вручається сім'ї нагородженого.

## Черговість
Медаль «За бойові заслуги» носиться на лівій стороні грудей після медалі «За відвагу».